# Нарбеков, Василий Андреевич
Васи́лий Андре́евич Нарбе́ков (1862—1932) — заслуженный профессор Казанской духовной академии.

## Биография
Родился 1 августа 1862 года[по какому календарю?] в селе Вареж Муромского уезда Владимирской губернии в семье псаломщика.
В 1877 году по I разряду окончил Муромское духовное училище, в 1883 году, также по I разряду — Владимирскую духовную семинарию, в 1887 году — Казанскую духовную академию со степенью кандидата богословия. Был оставлен профессорским стипендиатом, а 24 ноября 1888 года назначен преподавателем Священного Писания в Полтавскую духовную семинарию.
В 1889 году вернулся в Казань, где сначала исполнял должность доцента по кафедре литургики и археологии в Казанской духовной академии. В 1890 году получил степень магистра богословия за диссертацию «Толкование Вальсамона на Номоканон Фотия» (Казань, 1889) и с 1891 года был доцентом кафедры церковного права.
С 1897 года — экстраординарный профессор. В 1899 году получил степень доктора церковного права за диссертацию «Номоканон константинопольского патриарха Фотия с толкованием Вальсамона» (Казань, 1899); с 1900 года — доктор богословия.
С 23 июля 1902 года — ординарный профессор кафедры церковной археологии и литургики; с 1914 года — заслуженный ординарный профессор.
В феврале 1919 года стал профессором Северо-всточного археологического и этнографического института.
По групповому делу преподавателей Казанской духовной академии 6 октября 1921 года был приговорён к одному году заключения в концлагере условно. После этого не мог трудоустроиться. Его жена скончалась от чахотки 20 июля 1925 года; две дочери умерли, сын пропал без вести в Сибири. Он остался ещё с двумя дочерьми и сыном.
Скончался в 1932 году.
Был реабилитирован прокуратурой Республики Татарстан 26 августа 1992 года.
Главные его труды (кроме диссертаций): «Орфей в древнехристианском изобразительном искусстве» (Казань, 1900); «Южно-русское религиозное искусство в XVII — XVIII вв.» (Казань, 1903).
Был действительным членом Общества археологии, истории и этнографии при Казанском университете.